# Águia Branca
 (février 2024).
Si vous disposez d'ouvrages ou d'articles de référence ou si vous connaissez des sites web de qualité traitant du thème abordé ici, merci de compléter l'article en donnant les références utiles à sa vérifiabilité et en les liant à la section « Notes et références ».
Águia Branca est une municipalité brésilienne située dans l'État de l'Espirito Santo.
Sa population est d'environ 9 631 habitants, selon les estimations de l'IBGE de 2020. Elle est située au nord-ouest de l'État, dans la région de Colatina, et compte environ 449 km².

## Historique
Vers 1925, des explorateurs s'installent dans des maisons rustiques sur les rives de la rivière São José, où se trouve aujourd'hui la municipalité d'Águia Branca.
En 1928, le gouvernement de l'État d'Espírito Santo, représenté par Aristeu Borges de Aguiar, signe un contrat de colonisation avec la Pologne. Ce contrat prévoit l'installation de polonais dans le nord d'Espírito Santo.
En 1929, les familles polonaises débarquées au Brésil décident de créer un nouveau village dans l'État d'Espírito Santo. Cette année-là est fondée la municipalité d'Águia Branca, dont le nom s'inspire du symbole de la nation polonaise qui remonte au Moyen Âge.
Son économie est essentiellement axée sur l'agriculture, avec la production de café et l'extraction de granit.